# Andreas Köbner
Andreas Köbner (* 11. Oktober 1951 in Mannheim, Baden-Württemberg) ist ein deutscher Komponist, der vor allem Filmmusik schreibt.

## Leben
Andreas Köbner wurde 1951 in Mannheim geboren. Schon als Kind hatte er Musikunterricht, zuerst Querflöte, dann Klavierunterricht am Konservatorium Heidelberg.
Nach dem Abitur in Heidelberg studierte er von 1970 bis 1975 an der Hochschule für Fernsehen und Film München, Abteilung Spielfilm. Von 1974 bis 1979 arbeitete er als Autor, Filmeditor, Kamera- und Tonmann.
1975 begann er ein viele Jahre währendes privates Musikstudium bei zwei emeritierten Professoren der Münchner Hochschule für Musik, K. Bohnen, Klavier und K. Strohm, Komposition. 1976 kamen die ersten Filmmusik-Aufträge, seit 1979 lebt er von seiner Tätigkeit als Filmkomponist, schreibt daneben aber auch zunehmend autonome Musik. Ab und zu arbeitet er als Dozent. Er lebt in München.

## Filmmusiken (Auswahl)
- 1978: Das Ding
- 1979: 1 + 1 = 3
- 1979: Der erste Schnee
- 1980: Tatort – Der Zeuge (Fernsehreihe)
- 1980: Franz – der leise Weg
- 1980: Matto regiert
- 1981: Tollwut
- 1984: Tatort – Täter und Opfer
- 1984: Das leise Gift
- 1984: Nerzwölfe
- 1984: Der Wolf ist mein Bruder – (musikalische Bearbeitung)
- 1985: Drei gegen Drei
- 1985: Betrogen
- 1985: Tango im Bauch
- 1986: Tatort – Schwarzes Wochenende
- 1986: Der Flieger
- 1987: Das Brot des Siegers oder Die Schlacht um die Mägen der Welt
- 1987: Das Mädchen mit den Feuerzeugen
- 1987: Der Fluch
- 1987: Leere Welt
- 1988: Die Katze
- 1988: Die Beute
- 1988: Tiger, Löwe, Panther
- 1989: Schatten der Wüste
- 1990: Sommertage
- 1990: Spieler
- 1990: Tatort – Rendezvous
- 1991: Tatort – Kinderlieb
- 1991: Tatort – Wer zweimal stirbt
- 1991: Fremde liebe Fremde
- 1992: Tatort – Kainsmale
- 1992: Tatort – Tod eines Wachmanns
- 1992: Tatort – Unversöhnlich
- 1992: Die Honigkuckuckskinder
- 1993: Tatort – Deserteure
- 1993: Tatort – Himmel und Erde
- 1993: Sieben auf einen Streich
- 1994: Das Schwein – Eine deutsche Karriere
- 1994: Tatort – Die Frau an der Straße
- 1995: Tatort – Die schwarzen Bilder
- 1995: Tatort – Tod eines Auktionators
- 1997: David im Wunderland
- 1997: Polizeiruf 110 – Im Netz der Spinne
- 1998: Die letzte Chance
- 1999: Die Zauberfrau

Daneben komponiert Köbner Musik für mehr als 50 TV-Filme und Mehrteiler, etwa 200 Serien-Folgen, einige komplette Serien sowie für Dokumentationen, Unterrichts- und Kurzfilme.

## Autonome Musiken (Auswahl)
- Sonate für großes Orchester
- Streichquartett No.1
- Palimpsest / Palindrom für Flöte, Klarinette, Violoncello und Klavier
- Miniaturen für Klavier